# 日の浦姫物語
日の浦姫物語（ひのうらひめものがたり）は、井上ひさし作の戯曲。1978年7月1日に、文学座により、主演に杉村春子、菅野忠彦、演出に木村光一という布陣で、渋谷東横劇場で初演、8月に国立劇場大劇場で上演、その後地方巡演。
初出は「すばる」1978年8月号。新潮文庫では、『泣き虫なまいき石川啄木』(1992; ISBN 4-10-116825-3. C 0193) に収録。
34年の歳月を経て、2012年11月10日から、こまつ座とホリプロによりBunkamuraシアターコクーンなどで主演に大竹しのぶ、藤原竜也、演出に蜷川幸雄という布陣で再演された。2019年9月6日からは、こまつ座により東京・紀伊國屋サザンシアターTAKASHIMAYAなどで、主演に朝海ひかる、平埜生成、演出に鵜山仁という布陣で上演された。
双子間の近親相姦と、双子から産まれた子供を取り巻く事情を描いた戯曲であり、井上ひさし独自のユーモアに基づいた語り口が特徴。